# Dänischer Fußball-Supercup
Der Dänische Fußball-Supercup war ein dänischer Fußballwettbewerb, in dem zu Beginn einer Saison der dänische Meister und der dänische Pokalsieger der abgelaufenen Saison in einem einzigen Spiel aufeinandertreffen. Der Wettbewerb wurde in den Jahren zwischen 1994 und 2004 mit zwei Unterbrechungen ausgetragen. Rekordsieger war dabei der Brøndby IF mit vier Siegen.

## Die Spiele im Überblick
| Jahr | Austragungsort             | Sieger           | Ergebnis             | Finalist         |                  |
| ---- | -------------------------- | ---------------- | -------------------- | ---------------- | ---------------- |
| 1994 | Brøndby Stadion, Brøndby   | Brøndby IF       | 4:0                  | Silkeborg IF     |                  |
| 1995 | Brøndby Stadion, Brøndby   | FC Kopenhagen    | 2:1                  | Aalborg BK       |                  |
| 1996 | Brøndby Stadion, Brøndby   | Brøndby IF       | 4:0                  | Aarhus GF        |                  |
| 1997 | Brøndby Stadion, Brøndby   | Brøndby IF       | 2:0                  | FC Kopenhagen    |                  |
| 1998 | keine Austragung           | keine Austragung | keine Austragung     | keine Austragung |                  |
| 1999 | Energi Nord Arena, Aalborg | AB Kopenhagen    | 2:2 n. V., 6:4 i. E. | Aalborg BK       |                  |
| 2000 | SEAS-NVE Park, Køge        | Viborg FF        | 1:1 n. V., 8:7 i. E. | Herfølge BK      |                  |
| 2001 | Parken, Kopenhagen         | FC Kopenhagen    | 2:0                  | Silkeborg IF     |                  |
| 2002 | Brøndby Stadion, Brøndby   | Brøndby IF       | 1:0                  | Odense BK        |                  |
| 2003 | keine Austragung           | keine Austragung | keine Austragung     | keine Austragung | keine Austragung |
| 2004 | Parken, Kopenhagen         | FC Kopenhagen    | 2:1                  | Aalborg BK       |                  |

### Rangliste der Sieger und Finalisten
| Rang | Verein        | Siege | Jahr(e)                | FT |
| ---- | ------------- | ----- | ---------------------- | -- |
| 1    | Brøndby IF    | 4     | 1994, 1996, 1997, 2002 | /  |
| 2    | FC Kopenhagen | 3     | 1995, 2001, 2004       | 1  |
| 3    | AB Kopenhagen | 1     | 1999                   | /  |
|      | Viborg FF     | 1     | 2000                   | /  |
| 5    | Aalborg BK    |       |                        | 3  |
| 6    | Silkeborg IF  |       |                        | 2  |
| 7    | Aarhus GF     |       |                        | 1  |
|      | Herfølge BK   |       |                        | 1  |
|      | Odense BK     |       |                        | 1  |